# Huub Stevens
Hubertus Jozef Margaretha "Huub" Stevens (nederländskt uttal: [ˈɦyp ˈsteː.və(n)s]), född 29 november 1953 i Sittard, Nederländerna, är en nederländsk före detta fotbollsspelare och numera fotbollstränare.

## Karriär
Stevens var en duktig försvarsspelare i PSV Eindhoven och Fortuna Sittard under andra hälften av 1970-talet. Han var med i PSV laget som van holländska mästerskapet 1975, 1976 och 1978 samt UEFA-cupen 1978. Han spelade EM 1980 med Nederländernas herrlandslag i fotboll.

## Meriter
- 18 A-landskamper för Nederländernas herrlandslag i fotboll (1 mål)

## Tränaruppdrag
- FC Schalke 04 2019
- TSG 1899 Hoffenheim 2015-2016
- VfB Stuttgart 2014-2015
- PAOK FC 2013-2014
- FC Schalke 04 2011-2012
- FC Red Bull Salzburg 2009-2011
- PSV Eindhoven 2008-2009
- Hamburger SV 2007-2008
- Roda JC Kerkrade 2005-2007
- 1. FC Köln 2004-2005
  - Avancemang till Bundesliga 2005
- Hertha BSC Berlin 2002-2003
- FC Schalke 04 1996-2002
  - Tyska cupmästare 2001, 2002
  - UEFA-cupen 1997
- Roda JC Kerkrade 1993-1996